# Johann Kny
Johann Kny (* 1854 in Kreibitz, Königreich Böhmen; † 1906 in Johanngeorgenstadt, Königreich Sachsen) war ein deutsch-böhmischer Kaufmann und Uhrenfabrikant.

## Leben
Johann Kny war der Sohn des Handelsmannes Josef Kny und dessen Ehefrau Theresia geborene Rothe aus Oberkreibitz. Von den Eltern gefördert, schlug er nach dem Schulbesuch eine kaufmännische Laufbahn ein. Im Alter von 26 Jahren verließ er Böhmen und gründete in der Berg- und Exulantenstadt Johanngeorgenstadt im sächsischen Erzgebirge am Stadtrand eine eigene Fabrik. Dort spezialisierte er sich auf die Herstellung von Zimmeruhren und ließ sowohl komplette Hausuhren, als auch leeren Gehäuse ohne Uhrwerk fertigen, die er auch nach vorgegebenen Maßen in seiner Firma als Einzelanfertigungen herstellte. Als Uhrengehäusefabrikant war er zum damaligen Zeitpunkt einer der wenigen in Westsachsen und Nordböhmen, wodurch es eine hohe Nachfrage gab, die rasch zur Vergrößerung der Produktion, Bildung einer Vertretung in Nürnberg und steigenden Einnahmen führte. So war es ihm möglich, für sich und seine Familie ein repräsentatives Wohngebäude neben seiner Fabrik an der Bahnhofstraße (Nr. 55b), direkt gegenüber der Bürgerschule, zu errichten. Zur Fabrikation von Uhren kam auch die von Grammophongehäusen, Möbeln und Bestandteilen von Klavieren, insbesondere Rasten und Resonanzböden, hinzu.
Als Kny im Alter von 52 Jahren starb, übernahm seine Witwe Julie Kny die Firma, die diese spätestens 1913 an den Sohn Richard Kny übergab. Dieser erwarb mehrere Patente und führte die Produktion der Holzwarenfabrik bis zur Zwangsvollstreckung 1937 weiter. Seine Uhren trugen die Wort- und Bildmarke Sächs. Uhrenindustrie Kny & Co. Spätestens 1939 erfolgte die Übernahme der Holzwarenfabrik durch Kurt Kraus, der dort ab 1944 auch Zwangsarbeiter aus der Tschechoslowakei einsetzte. Nach 1945 übernahm die PGH Tischler die Produktionsanlage, stellte aber zu diesem Zeitpunkt bereits keine Uhren mehr her. Nach der Wiedervereinigung 1990 wurde der Betrieb eingestellt und einige Jahre später auch das Wohngebäude der Familie Kny Schwarzenberger Straße 3 dem Erdboden gleichgemacht. Das Familiengrab Kny-Neumerkel, das auch an den Heimatschriftsteller Walther Neumerkel (1877–1946) erinnert befindet sich auf dem Friedhof Johanngeorgenstadt.

## Familie
Kny heiratete die entfernt mit ihm verwandte Julie Kny, Tochter des Seifensiedemeisters Franz Kny aus Kreibitz. Aus der Ehe gingen mehrere Kinder hervor, die das Paar römisch-katholisch in der Bergstadt Platten taufen ließ. Dazu zählen die Söhne Richard (1884–1964) und Erhardt (* 1902).